# Marjosaari (ö i Kajanaland, Kehys-Kainuu, lat 64,28, long 29,60)
Marjosaari är en ö i Finland. Den ligger i sjön Lentua och i kommunen Kuhmo i den ekonomiska regionen  Kehys-Kainuu  och landskapet Kajanaland, i den centrala delen av landet, 500 km nordost om huvudstaden Helsingfors. Öns area är 32,5 hektar och dess största längd är 1,2 kilometer i sydöst-nordvästlig riktning.